# Davina Michel
Davina Michel (* 29. Dezember 1997 in Fort-de-France) ist eine französische Boxerin im Mittelgewicht.

## Karriere
Michel begann im Alter von 12 Jahren auf Martinique mit dem Boxen und wechselte später zum Boxclub Garges auf dem Festland. 2013 gewann sie Gold bei der EU-Meisterschaft der Junioren und Silber bei der Junioren-Weltmeisterschaft, zudem war sie 2014 jeweils Viertelfinalistin der Jugend-Weltmeisterschaft und der Olympischen Jugend-Sommerspiele.
2019 wurde sie erstmals Französische Meisterin der Erwachsenen und nahm an der Europameisterschaft 2019 teil, wo sie im Viertelfinale knapp mit 2:3 gegen Elżbieta Wójcik ausschied. Bei der Weltmeisterschaft 2019 verlor sie in der Vorrunde gegen Caitlin Parker und gewann bei der Weltmeisterschaft 2022 in Istanbul nach einer Niederlage im Halbfinale gegen Atheyna Bylon eine Bronzemedaille.
2023 erreichte sie nach einer Niederlage im Viertelfinale gegen Li Qian einen 5. Platz bei der Weltmeisterschaft in Neu-Delhi und nahm an den Europaspielen teil. Dort erreichte sie nach Siegen gegen Kerry Davis, Tímea Nagy, Melissa Gemini und Irina Schönberger, sowie einer Finalniederlage gegen Aoife O’Rourke den zweiten Platz und qualifizierte sich damit für die Olympischen Spiele 2024 in Paris. Bei Olympia gewann sie gegen Baison Manikon, ehe sie im Viertelfinale gegen Cindy Ngamba ausschied.